# 別章

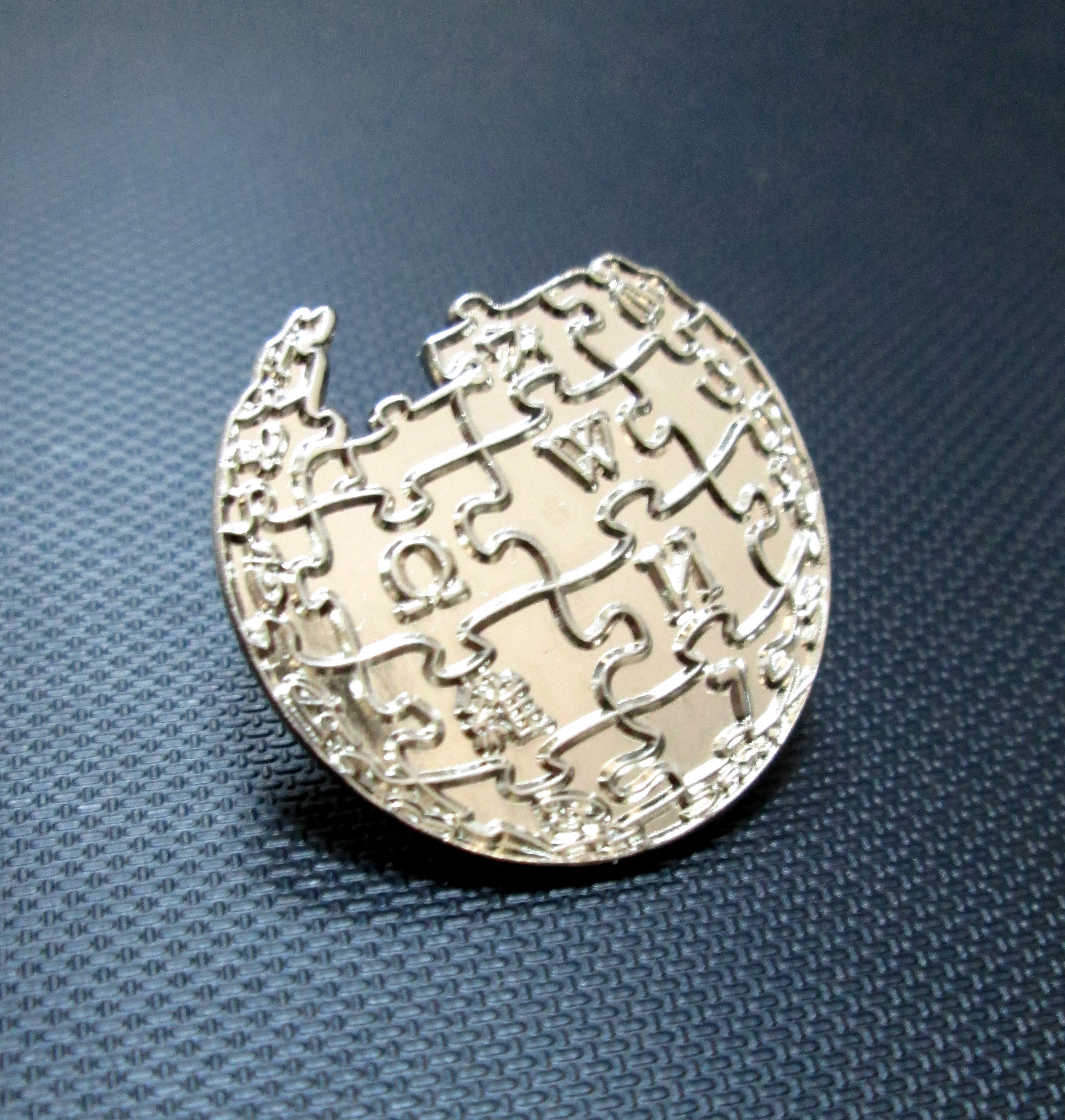
維基百科標誌金屬徽章

別章（中文的語境裡又稱「徽章」），是指佩帶式的標誌或紋章，以表示佩戴者或装置物的身分地位、所屬組織或榮譽等等。徽章一般带有图案，甚至会带有解释性文字或表达意义的词句。

## 样式
徽章一般由图案和文字组成，也有单纯的文字或图案徽章。图案一般为对称性图案，用图画表达徽章本身所要表达的意思。文字则起说明作用，直接表达徽章的用意。

## 象徵

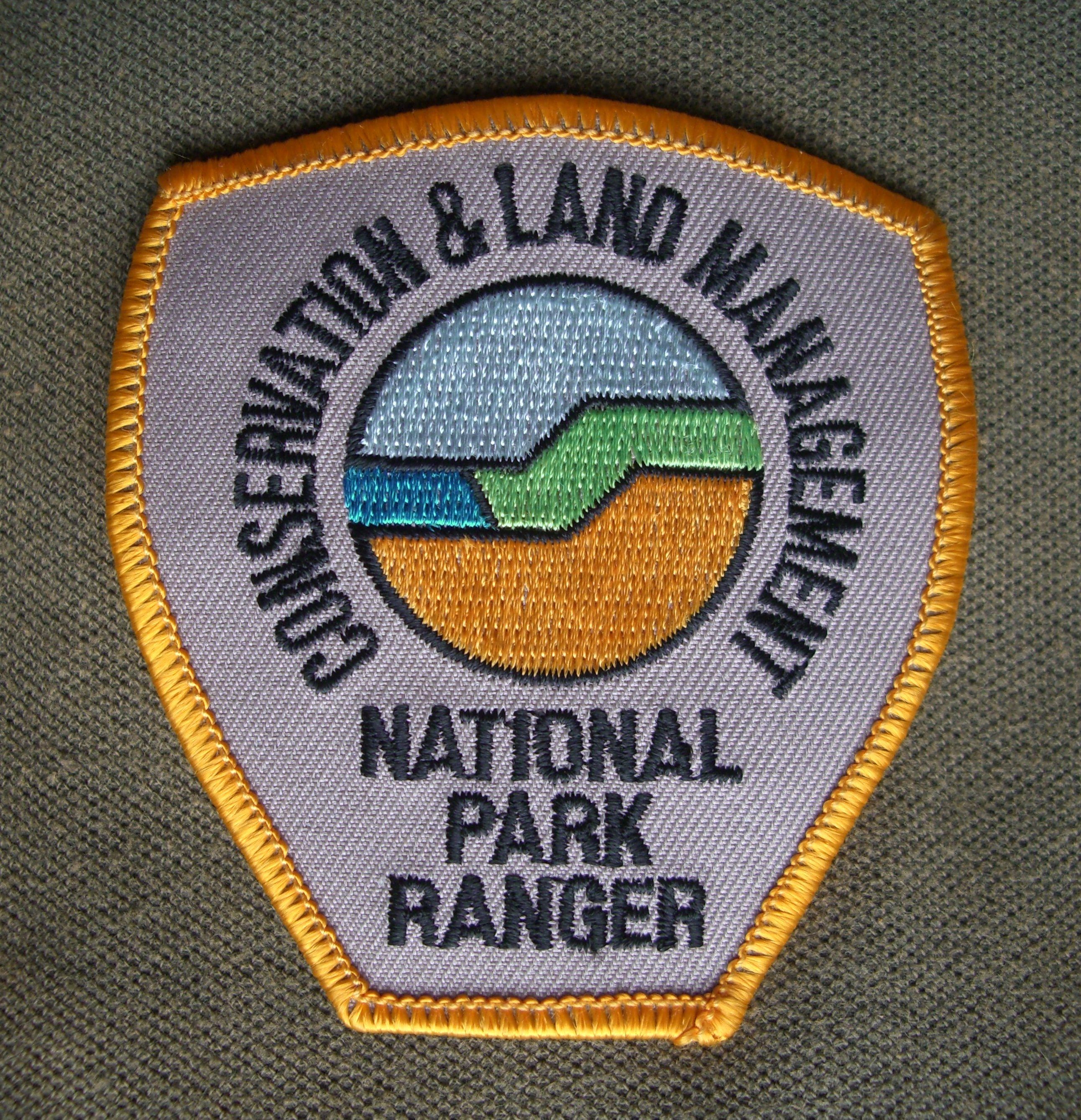
美國國家公園巡邏員繡章，象徵佩戴者的所屬組織與職務

### 组织
象徵佩帶者的所屬组织，如衣服繡章。

### 職務
象徵佩帶者的職務，如護理師的護理徽章。

### 職階
象徵佩帶者的職階，军服的肩章或臂章。

### 荣誉
象徵佩帶者獲得的荣誉，如士兵获颁的勋章。

### 地位
象徵佩帶者的社會地位，如納粹集中營臂章或羞恥徽章。

### 認同
象徵佩帶者的認同，如國旗徽章、國徽徽章。

### 目标
象徵佩帶者的目标，如劝谕他人捐款的徽章。

### 爱好
象徵佩帶者的爱好或审美观，如卡通人物的徽章。

### 起源
徽章起源于古代的图腾画在身上，后来改为金属，布等等